# Zafferana Etnea
Zafferana Etnea é uma comuna italiana da região da Sicília, província de Catania, com cerca de 8.119 habitantes. Estende-se por uma área de 76 km², tendo uma densidade populacional de 107 hab/km². Faz fronteira com Aci Sant'Antonio, Acireale, Adrano, Belpasso, Biancavilla, Bronte, Castiglione di Sicilia, Giarre, Maletto, Milo, Nicolosi, Pedara, Randazzo, Sant'Alfio, Santa Venerina, Trecastagni, Viagrande.

## Demografia
| Variação demográfica do município entre 1861 e 2011                               |
|                                                                                   |
| Fonte: Istituto Nazionale di Statistica (ISTAT) - Elaboração gráfica da Wikipedia |